# ONCE (equipo ciclista)
ONCE fue un equipo ciclista español dirigido por Manolo Saiz. Tras la marcha de la ONCE como patrocinador principal en 2003, la empresa Liberty Seguros asumió su estructura y se convirtió en el nuevo patrocinador.
Corrió en la categoría: UCI WorldTeam.
Se disolvió el equipo el 25 de mayo de 2006. El 23 de mayo de 2006 fue detenido Manolo Saiz en el marco de las investigaciones contra el dopaje de la Operación Puerto, por lo que dos días más tarde, el 25 de mayo, Liberty Seguros canceló el contrato de patrocinio al ver manchado su nombre.

## Historia
El equipo se fundó en 1989 bajo el patrocinio de la ONCE y la dirección de Manolo Saiz. En 1990 obtuvieron sus primeros éxitos al vencer la clasificación por equipos en la Vuelta'90 y el Giro'90, además de otras competiciones menores.
En categoría individual vencieron con Melcior Mauri la Vuelta'91, con Laurent Jalabert la Vuelta'95 y con Alex Zülle la Vuelta'96 y la Vuelta'97, pero se les resistió el Tour de Francia en el que Zülle en el Tour'95 y Joseba Beloki en el Tour'02 se quedaron a las puertas de la victoria, aunque consiguieron el triunfo por equipos en ambas ediciones.
En 2003, tras 15 temporadas en el pelotón y más de 400 victorias, la organización nacional decidió abandonar el patrocinio del equipo al haber logrado sus objetivos, y haber alcanzado una notoriedad de marca del 98% (de cada 100 españoles, 98 saben qué es la ONCE).
En 2004, la empresa Liberty Seguros se convirtió en el nuevo patrocinador, cambiando el tradicional maillot amarillo (rosa o negro en el Tour) por otro azul oscuro, y el primer gran triunfo lo consiguió Roberto Heras con la victoria en la Vuelta'04.
El 8 de noviembre de 2005 llegó a la formación el primer escándalo por dopaje, que se confirmó el 25 de noviembre con el resultado del contraanálisis y el despido del ciclista Roberto Heras.
El 23 de mayo de 2006 fue detenido Manolo Saiz en el marco de las investigaciones contra el dopaje de la Operación Puerto, por lo que dos días más tarde, el 25 de mayo, Liberty Seguros canceló el contrato de patrocinio al ver manchado su nombre. Diez días después, el 2 de junio, con la mediación de Alexander Vinokourov y el presidente de la federación kazaja y primer ministro Daniyal Akhmetov, obtuvo el patrocinio de la Kazajistán Temir Zholy (compañía nacional de ferrocarriles de Kazajistán) y con el nombre de Astaná (capital de Kazajistán) y un maillot azul turquesa echó a andar el nuevo equipo, pero finalmente, con la oposición de 22 de los 24 equipos del UCI ProTour a tomar la salida en cualquier carrera en la que estuviese presente Manolo Saiz, la UCI decidió retirarle la licencia al equipo.
La plaza la heredó el Astaná, que con licencia suiza y patrocinio kazajo sufrió un nuevo escándalo de dopaje en el verano de 2007.

### ONCE

#### Fundación
El equipo se creó en 1989, con Manolo Saiz (licenciado en INEF) como director del equipo y con el patrocinio de la ONCE.

#### Lejarreta y Mauri
En 1990 llegaron al equipo Marino Lejarreta y Melcior Mauri. Ese año el equipo ganó la clasificación por equipos de la Vuelta a España y el Giro de Italia.
En 1991 Mauri ganó la general de la Vuelta a España (además de tres etapas), mientras que Lejarreta fue tercero (subiendo así dos ciclistas del equipo al podio). Mauri basó su triunfo en la contrarreloj de Mallorca. Precisamente, el controvertido doctor Eufemiano Fuentes acudió en avión a la isla con una nevera, comentando a los periodistas con los que compartió vuelo: "aquí va la clave de la Vuelta".

#### Zülle y Jalabert

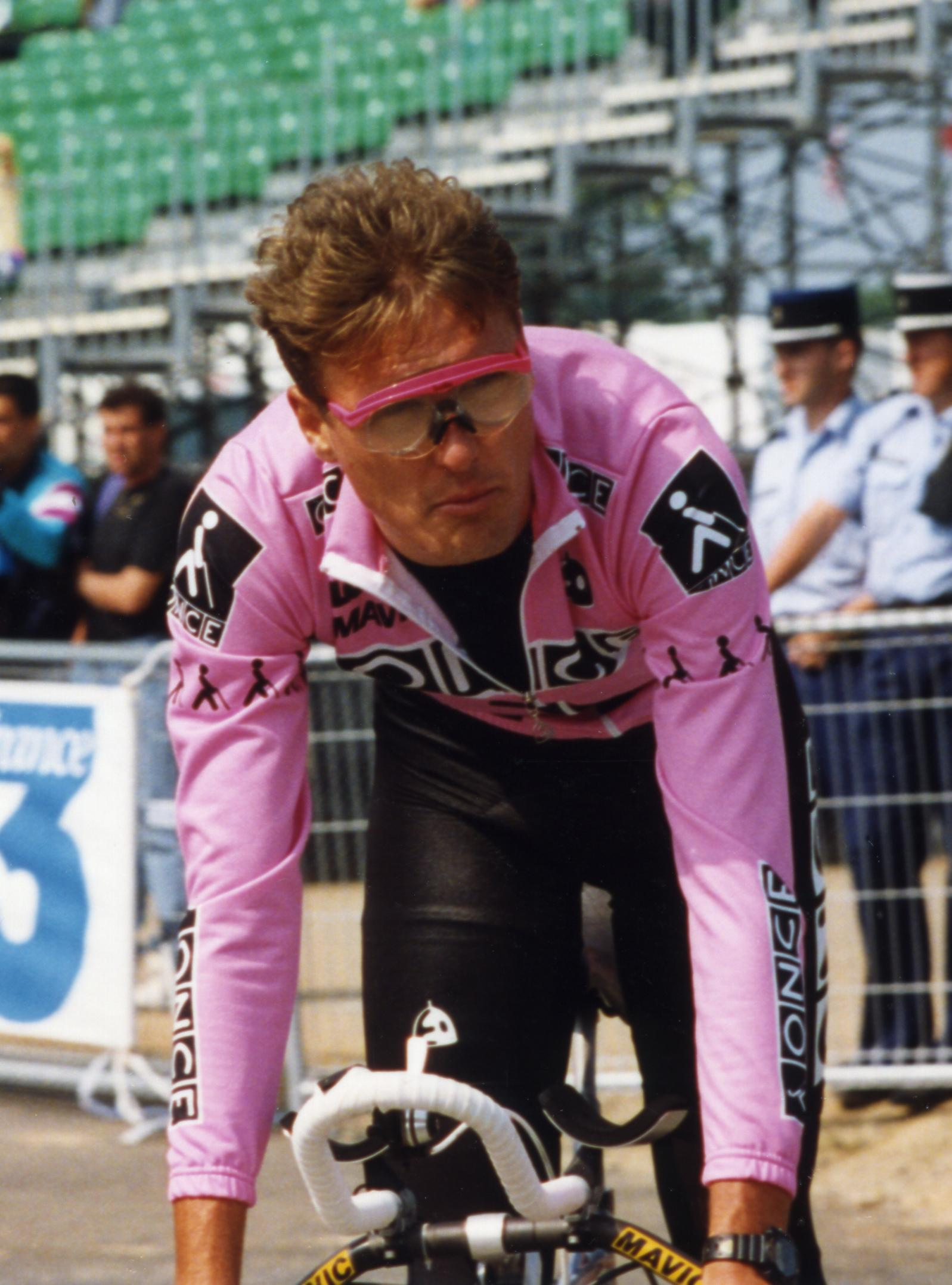
Zülle, en el Tour de Francia 1993.

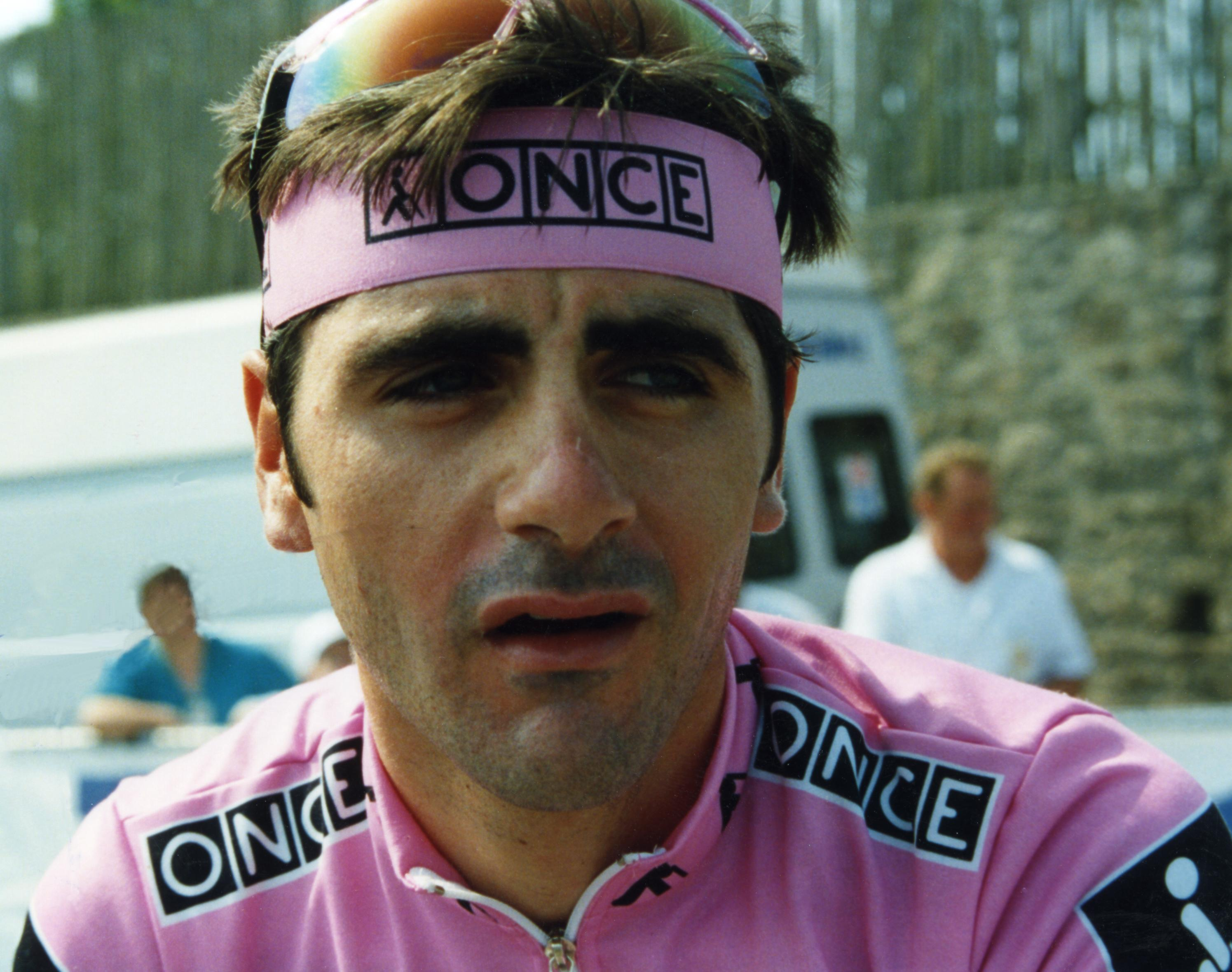
Jalabert, en el Tour 93.

En 1995, Laurent Jalabert ganó la Vuelta a España. Además, Alex Zülle fue segundo en el Tour de Francia.
En 1996, Zülle ganó la Vuelta a España (más una etapa); Jalabert, con dos victorias de etapa, se hizo con la regularidad.
En 1997, Zülle volvió a ganar la Vuelta a España, dando al equipo su cuarto triunfo (tercero consecutivo) en la Vuelta.

#### El convulso Tour'98
En 1998, durante el Tour de Francia, estalló el Caso Festina, una operación antidopaje en la que fueron detenidos la mayoría de los miembros del equipo Festina, incluyendo médicos, masajistas y ciclistas (entre los que se encontraba Zülle). Sin embargo, también fue detenido Nicolás Terrados, jefe médico de la ONCE. Manolo Saiz promovió la retirada de la Grande Boucle de todos los equipos españoles: Banesto, Kelme, Vitalicio Seguros y la propia ONCE. Saiz realizó entonces la siguiente afirmación:
"Le hemos metido el dedito por el culo al Tour de Francia."

#### Beloki, podios en el Tour de Armstrong

##### 2001
En 2001 llegó al equipo Joseba Beloki, procedente del Festina (quien llegaba tras haber sido tercero en el Tour). El 10 de mayo se anunció oficialmente la llegada de Eroski como copatrocinador, por lo que el equipo pasaba a llamarse ONCE-Eroski, estrenando el nuevo maillot en la Clásica de Alcobendas.
Beloki fue de nuevo tercero en el Tour de Francia, subiendo al podio de París junto a Lance Armstrong y Jan Ullrich, en un podio que se repitió exactamente igual al del año anterior, con la salvedad de que Beloki ahora portaba los colores de la ONCE.

##### 2002
En 2002 Beloki fue segundo en el Tour de Francia, logrando así su mejor resultado en la Grande Boucle.

##### 2003: caída de Beloki y revelación de Nozal
En 2003, Beloki era segundo en el Tour de Francia cuando en un descenso sufrió una grave caída que le obligó a abandonar (el a la postre vencedor Armstrong esquivó al alavés haciendo un tramo de bajada campo a través). En la Vuelta a España, Isidro Nozal logró un sorprendente segundo puesto en la general, llegando a portar el maillot oro de líder durante varias etapas hasta que en la penúltima etapa (una cronoescalada a Abantos) fue superado por el escalador Roberto Heras (US Postal). Se dio la circunstancia de que Manolo Saiz no pudo dirigir a Nozal desde el coche en esa decisiva crono al ser expulsado de la carrera por la Vuelta y la UCI por las amenazas de muerte y los fuertes insultos lanzados en la etapa anterior desde su auto a una moto (compuesta por piloto y cámara) de TVE que retransmitía en directo la carrera, cerrando además el paso contra la cuneta a dicha moto, hechos que fueron considerados como particularmente graves, siendo además Saiz reincidente.

### Liberty Seguros

#### Heras, ascenso y caída

##### 2004
En 2004 llegó al equipo Roberto Heras procedente del US Postal, donde había sido gregario de Armstrong en la montaña del Tour y jefe de filas en la Vuelta a España, habiendo ganado precisamente la última Vuelta a un ciclista de la ONCE (Nozal). En su primera temporada en el equipo, Heras ganó de nuevo (era su tercera vez) la Vuelta a España.

##### 2005
La presentación del equipo para la temporada 2005 se celebró en febrero, el mismo día que Eufemiano Fuentes anunció que dejaba la medicina deportiva para dedicarse a la investigación del retinoblastoma. En los corrillos formados durante el aperitivo, no obstante, la noticia era que el doctor Fuentes se vincularía al equipo Liberty Seguros por medio de su amigo y colaborador Alfredo Córdova, que pasaba a ser uno de los médicos oficiales de la formación.
Heras subió al podio de Madrid como ganador de la Vuelta a España. Sin embargo, el 8 de noviembre se conoció que Heras había dado positivo por EPO en un control antidopaje realizado durante la Vuelta. El contraanálisis confirmó el positivo el 25 de noviembre, por lo que el triunfo pasó por tanto a Denis Menchov (Rabobank). El positivo de Heras dejaba al equipo sin el que había sido en las últimas temporadas su jefe de filas. 
Saiz fichó como nuevo líder al kazajo Alexander Vinokourov, procedente del T-Mobile alemán (donde debía compartir liderato con Jan Ullrich y Andreas Klöden) con el objetivo común de ganar el primer Tour de Francia tras la retirada de Lance Armstrong, dominador de la carrera en las siete ediciones anteriores.

### Operación Puerto

#### Detención de Manolo Saiz
El 23 de mayo de 2006, Manolo Saiz (máximo responsable y cabeza visible del equipo) fue detenido por la Guardia Civil. En el momento de su detención portaba un maletín con 60.000 euros en efectivo y una bolsa isotérmica con sustancias dopantes, dándose la circunstancia de que esa misma tarde debía dirigirse a los Pirineos para allí reunirse con sus ciclistas, dentro de la concentración de preparación previa al Tour de Francia. Saiz fue liberado al día siguiente (24 de mayo), tras haber confirmado en su declaración que parte de sus ciclistas recurrían a los servicios de la red de Fuentes.

#### Adiós de Liberty Seguros
El 25 de mayo, dos días después de las detenciones, la empresa de seguros Liberty Seguros retiró su patrocinio al equipo de Manolo Saiz, por los daños causados a su nombre y al ciclismo. De esta manera el equipo se quedó sin la financiación de su principal patrocinador, cuando la temporada se encontraba en pleno inicio. La escuadra pasó así a llamarse únicamente Würth (el copatrocinador que permaneció financiando al equipo), borrando las referencias a Liberty de sus maillots, coches y autobuses para participar en la Euskal Bizikleta.

#### Retiro temporal de Saiz
Saiz, quien en un primer momento había mentido a su equipo asegurando que lo que portaba en el momento de su detención no eran sustancias dopantes sino productos contra el asma, anunció el 8 de junio su retiro temporal de la dirección del equipo (siendo relevado por el hasta entonces adjunto Marino Lejarreta), así como de sus funciones en organismos internacionales. Antes de su retiro había trabajado en encontrar un nuevo patrocinador para el equipo.

#### Llegada del dinero kazajo: Astana
El nuevo patrocinador finalmente llegó de Kazajistán, país del corredor estrella del equipo, Alexander Vinokourov, quien llamó personalmente al primer ministro de Kazajistán, antiguo ciclista y presidente de la federación de ciclismo. A cambio de un patrocinio de ocho millones de euros, el equipo pasaba a llamarse Astana-Würth, al ser Astana el nombre de la capital del país y del principal hólding empresarial kazajo y continuar Würth como copatrocinador de la formación, de la que seguía siendo propietaria Active Bay (propiedad a su vez de Manolo Saiz). El nuevo maillot (con el color azul turquesa de la bandera kazaja) fue estrenado el 23 de junio de 2006, en el Campeonato de España en contrarreloj.

#### La implicación de equipo y ciclistas, publicada
El 25 y 26 de junio el diario El País publicó que más de la mitad de la plantilla del equipo fue identificada por la Guardia Civil entre los clientes de la red de dopaje desarticulada. Entre la documentación intervenida en los registros a las viviendas de Eufemiano Fuentes, se hallaron hojas de impresora del programa Excel oficiales del equipo Liberty Seguros, que contenían calendarios de preparación individualizados para varios de sus corredores; dichos calendarios de preparación incluían medicamentos (EPO, hormona del crecimiento, IGF-1, HMG o parches de testosterona) y extracciones/reinfusiones sanguíneas. También se halló en poder de Fuentes una tarjeta plastificada de 2004 con los nombres y números de teléfono (de casa y de móvil) de técnicos y ciclistas del equipo.
Se reveló asimismo que los médicos oficiales del equipo tendrían como función "apagar los fuegos" creados por Fuentes, es decir, evitar que las prácticas dopantes de sus corredores supusieran positivos en los controles antidopaje.
Tras estas revelaciones, la participación del equipo en el Tour de Francia 2006 quedó seriamente comprometida tras descubrirse la implicación de responsables y ciclistas de la formación en la red de dopaje desarticulada, no pudiendo disputar finalmente la Grande Boucle (véase abajo).

### Astana

#### Fuera del Tour de Francia 2006
El 22 de junio el Astana-Würth (continuador del Liberty Seguros y propiedad de Manolo Saiz) fue ratificado para su disputa en el Tour de Francia 2006 por la UCI, al no disponerse en ese momento de suficientes pruebas en contra del equipo. Sin embargo, el 25 y 26 de junio el diario El País publicó un extenso reportaje sobre la investigación del caso realizada por la Guardia Civil, revelándose la implicación de responsables y ciclistas (más de la mitad del total) en la red de dopaje desarticulada.
Como consecuencia de dichas revelaciones, el 26 de junio por la tarde el director del Tour de Francia comunicó por fax al equipo (así como a la UCI y la Asociación de Equipos) que no permitiría su participación en la prueba tras las informaciones publicadas para mantener el buen nombre de la Grande Boucle, amparándose en su derecho de no admitir a formaciones indeseables. El equipo recurrió esa decisión, y el 29 de junio el TAS autorizó al equipo a participar en el Tour, en contra de la tesis de la organización.
Ese 29 de junio el juez Serrano levantó parcialmente el secreto de sumario, y el CSD español evió a la UCI y a las autoridades francesas un resumen de 50 páginas del informe de 500 páginas realizado por los investigadores de la Guardia Civil. La organización, tras estudiar el informe, excluyó el 30 de junio (un día antes del inicio de la carrera) a cinco (Beloki, Contador, Davis, Nozal y Paulinho) de los nueve inscritos por el equipo por su implicación en la trama de dopaje. El director de la Grande Boucle, Christian Prudhomme, acusó a la formación de practicar un dopaje organizado, y sugirió que de haber dispuesto del informe 24 horas antes el propio TAS habría negado al equipo la posibilidad de tomar parte en la ronda gala.
El hecho de que más de la mitad de los corredores inscritos por la formación se encontraran en dicha situación hizo que los cuatro ciclistas del equipo inscritos y no implicados (incluido el jefe de filas llegado para ese año, Alexander Vinokourov) tampoco pudieran participar al no contar la escuadra con el mínimo requerido de corredores (cinco) para poder tomar la salida.
Por este motivo, finalmente ningún ciclista del equipo continuador del Libery Seguros, a cuyos corredores clientes se refería Eufemiano Fuentes como los azules por el color de su maillot, tomó la salida de una ronda gala que empezaba el 1 de julio en Estrasburgo.

#### Adiós del copatrocinador Würth
La empresa Würth, copatrocinadora del equipo, abandonó el patrocinio de la formación de Active Bay el 4 de julio como consecuencia de la no participación en el Tour de Francia. La firma alemana recordó que ya había advertido a los dirigentes de la escuadra que en caso de que el conjunto fuera excluido de alguna competición dejaría de patrocinarlo. Como consecuencia de la marcha de Würth, el equipo pasaba a llamarse únicamente Astana.

#### Dominio kazajo en la Vuelta
Alexander Vinokourov ganó la Vuelta a España en septiembre, haciéndose con el maillot oro de la general. En el podio final de Madrid estuvo acompañado por su compatriota y compañero de equipo Andrey Kashechkin, que terminó tercero. Ambos ciclistas esquivaron un control antidopaje sorpresa (antes de la 15.ª etapa): eran los dos únicos ciclistas del Astana que ya viajaban a la salida (y por tanto no estaban el resto del equipo) cuando llegaron los controladores de la UCI para tomar unas muestras.

#### Desaparición y legado
La estructura de Manolo Saiz desapareció oficialmente el 15 de diciembre de 2006, cuando la UCI retiró la licencia ProTour a Active Bay (empresa de Saiz y Antón propietaria del equipo). La decisión de la UCI se debió a que Active Bay no podía garantizar el respaldo de un patrocinador para la siguiente temporada (2007).
Los inversores kazajos decidieron crear un equipo independiente para la siguiente temporada (2007), desvinculado de la estructura de Manolo Saiz. Así, se creó un nuevo equipo Astana dirigido por Marc Biver, dueño de la sociedad suiza Zeus Sàrl, propietaria de la licencia ProTour concedida por la UCI el 18 de diciembre. El jefe de filas del nuevo Astana seguiría siendo Alexander Vinokourov, integrándose gran parte de la plantilla del Astana 2006 de Active Bay (Manolo Saiz) en el Astana de 2007 de Zeus Sàrl (Marc Biver).

## Equipos filiales
El histórico Iberdrola-Loinaz (1991-2001), de categoría amateur, fue el equipo filial más importante de la formación, por el que pasó entre otros Alberto Contador.
A partir de 2002, el Würth, denominado posteriormente Liberty Seguros-Würth y Cueva El Soplao en la actualidad, pasó a ser el filial del equipo ONCE (y posteriormente del Liberty Seguros) en el campo amateur.

## Equipación
| ONCE titular | ONCE alternativo | Liberty Seguros 2005 | Liberty Seguros 2006 | Astana 2006 |

## Organigrama
El alma mater del equipo era Manolo Saiz, mánager general de la formación, quien ejercía un gran control en todas las facetas del equipo: entrenamientos, concentraciones, dirección en carrera desde el coche. Su socio Pablo Antón era el gerente del equipo. Saiz y Antón eran copropietarios 
ONCE fue un equipo ciclista español dirigido por Manolo Saiz. Tras la marcha de la ONCE como patrocinador principal en 2003, tarios del equipo a través de la sociedad Active Bay.
Los exciclistas Marino Lejarreta, Alberto Leanizbarrutia, Herminio Díaz Zabala y Neil Stephens, que corrieron en su momento en el equipo, eran directores auxiliares.

## Clasificaciones UCI
Hasta el 1998, el equipo fue clasificado por la UCI en una única división. En 1999, el campeonato se dividió en  GSI, GSII y GSIII. El conjunto ONCE, llamado más tarde Liberty Seguros, fue clasificado como Groupes Sportifs I, es decir, en la primera división de equipos profesionales. La siguiente tabla muestra la clasificación final del equipo al final de cada temporada, junto con el mejor corredor en la clasificación individual.
| Año  | Pos. | Mejor ciclista individual |
| ---- | ---- | ------------------------- |
| 1995 | 1.º  | Laurent Jalabert (1.º)    |
| 1996 | 2.º  | Laurent Jalabert (1.º)    |
| 1997 | 2.º  | Laurent Jalabert (1.º)    |
| 1998 | 8.º  | Laurent Jalabert (2.º)    |
| 1999 | 3.º  | Laurent Jalabert (1.º)    |
| 2000 | 8.º  | Laurent Jalabert (8.º)    |
| 2001 | 8.º  | Joseba Beloki (13.º)      |
| 2002 | 7.º  | Joseba Beloki (12.º)      |
| 2003 | 9.º  | Isidro Nozal (17.º)       |
| 2004 | 12.º | Roberto Heras (17.º)      |

Con la llegada del UCI ProTour en 2005, el Liberty Seguros fue incluido entre los veinte equipos que participaron en el circuito. Esta tabla muestra la ubicación final del equipo en el circuito, junto con el mejor corredor en la clasificación individual.
| Año  | Pos. | Mejor ciclista individual |
| ---- | ---- | ------------------------- |
| 2005 | 5.º  | Roberto Heras (18.º)      |
| 2006 | 10.º | Andréi Kashechkin (5.º)   |

## Sede
La sede central del equipo estaba situada en Madrid, junto al edificio de la ONCE, histórico patrocinador del equipo ciclista. 
El equipo, antes de su precipitado final, tenía la intención de trasladar para 2007 su sede a Cantabria, comunidad autónoma a la que ya estaba relacionado al estar inscrito en la Federación cántabra. La nueva sede iba a estar situada en las inmediaciones de Torrelavega (ciudad natal de Manolo Saiz), y acogería la oficina, el almacén y los talleres tanto del equipo ProTour (que solo dejaría en Madrid una pequeña oficina en Princesa) como del equipo filial amateur Würth (hasta entonces instalado en Santillana del Mar, también en Cantabria).

## Material ciclista
El equipo utilizaba bicicletas BH y cascos Specialized.

## Concentraciones
Manolo Saiz fue un firme impulsor de las concentraciones de equipo. Así, la plantilla al completo se reunía anualmente en invierno, durante la pretemporada, realizando entrenamientos conjuntos durante varios días de convivencia. La última concentración invernal, para la temporada 2006, se produjo en Puente Viesgo (Cantabria) entre el 13 y el 16 de diciembre de 2005.
Saiz impulsó también las concentraciones durante la temporada como preparación previa a la disputa de carreras importantes, como el Tour de Francia. Precisamente el día en que fue detenido con 60.000 euros y sustancias dopantes, el 23 de mayo de 2006, se dirigía a la concentración que su equipo estaba realizando en los Pirineos de cara a la inminente carrera francesa.

## Resultados
2004

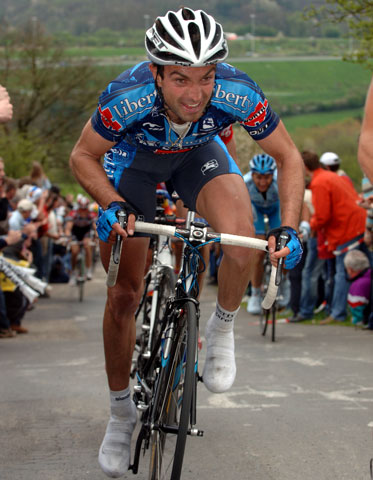
Ángel Vicioso

- Consiguió 15 victorias; las más importantes fueron las logradas en la Vuelta a España por Roberto Heras (1 etapa y la general final), 1 etapa de Allan Davis en la Vuelta a Alemania, o la gran actuación en la Euskal Bizikleta con 2 etapas para Ángel Vicioso y la general para Roberto Heras.
- Además ganó 3 clasificaciones generales por equipos, 2 maillots de la montaña, 2 de la regularidad y 2 de la combinada.

2005
- Participó en la UCI ProTour creada ese mismo año, y que agrupa a los 20 mejores equipos del mundo, y las mejores competiciones. Quedó clasificado en 5.ª posición, siendo el mejor español de los cuatro de la categoría, y quedando a solo 70 puntos del primero. En la clasificación de corredores, el mejor del equipo fue Alberto Contador en el puesto 32.
- Logró un total de 21 victorias, destacando el hecho de ganar etapas en las tres "grandes", en el Giro con Koldo Gil, el Tour con Marcos Serrano y la Vuelta, 2 etapas de Roberto Heras. Además destacan las victorias en la Vuelta al País Vasco y en el Tour de Romandía de Alberto Contador, la de Allan Davis en el Tour del Benelux, la etapa de Luis León Sánchez en la Clásica de Alcobendas o las 2 etapas de Ángel Vicioso en la Euskal Bizikleta.
- Además ganó 6 clasificaciones generales por equipos, 3 maillots de la montaña, 3 de la regularidad, 2 de la combinada, 2 de las metas volantes y 1 de los jóvenes de Luis León Sánchez en el Jacob´s Creek Tour Down Under.

2006

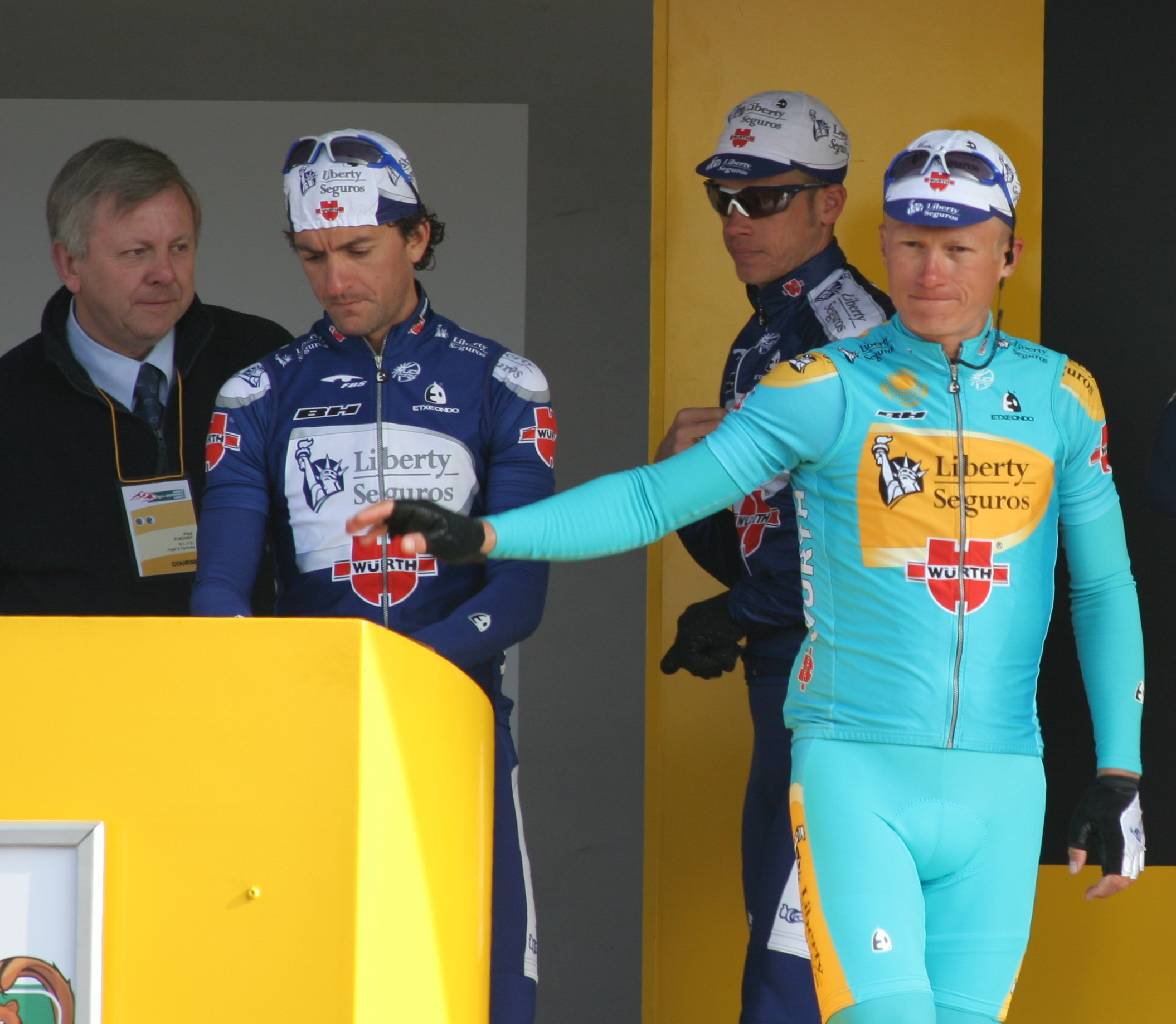
Marcos Serrano y Aleksandr Vinokúrov

- Participó nuevamente en la UCI ProTour. Quedó clasificado en 10.ª posición con 258 puntos. En la clasificación de corredores, el mejor del equipo fue Andrey Kashechkin en un extraordnario 5.º puesto, con 156 puntos.
- Logró 18 victorias, destacando sobre todo las lograda en la Vuelta a España donde logró 3 de Alexander Vinokourov, 1 de Sérgio Paulinho y 1 de Andrey Kashechkin, además de la clasificación general para Alexander Vinokourov. Además destacan las victorias ProTour de Andrey Kashechkin en la París-Niza, Alberto Contador en el Tour de Romandía y en la Vuelta a Suiza, de Ángel Vicioso, también en esa carrera, y de Assan Bazayev en la Vuelta a Alemania.
- Además ha logrado vencer 3 veces en la clasificación por equipos, 1 maillot de la montaña en la Tirreno-Adriático de José Joaquín Rojas, 3 maillots de la regularidad, 1 de la combinada y 1 de los jóvenes en la París-Niza ganado por Luis León Sánchez, además del Campeonato Nacional de Kazajistán de Andrey Kashechkin.

## Plantilla
Para años anteriores, véase Plantillas de la ONCE

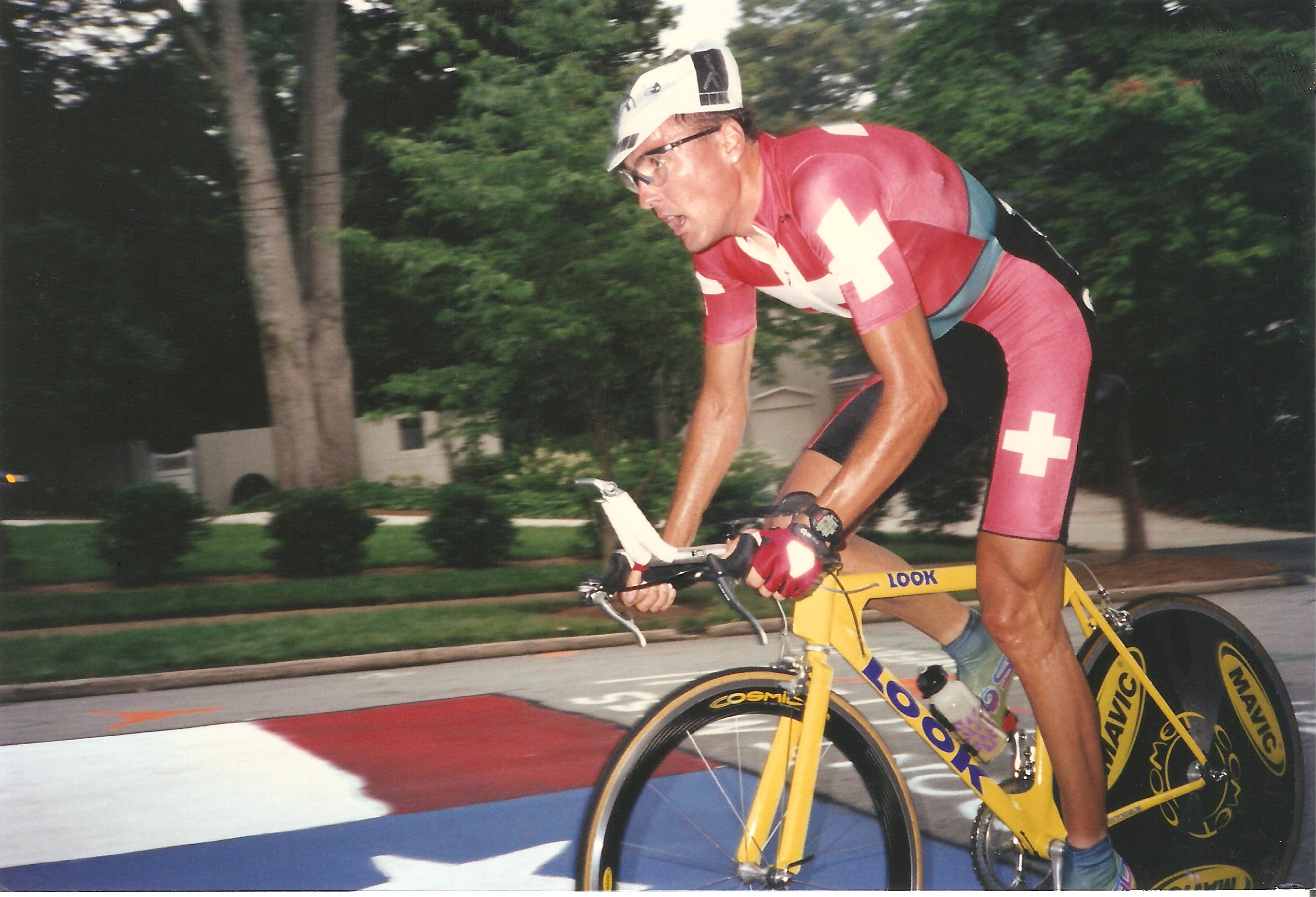
Alex Zülle.

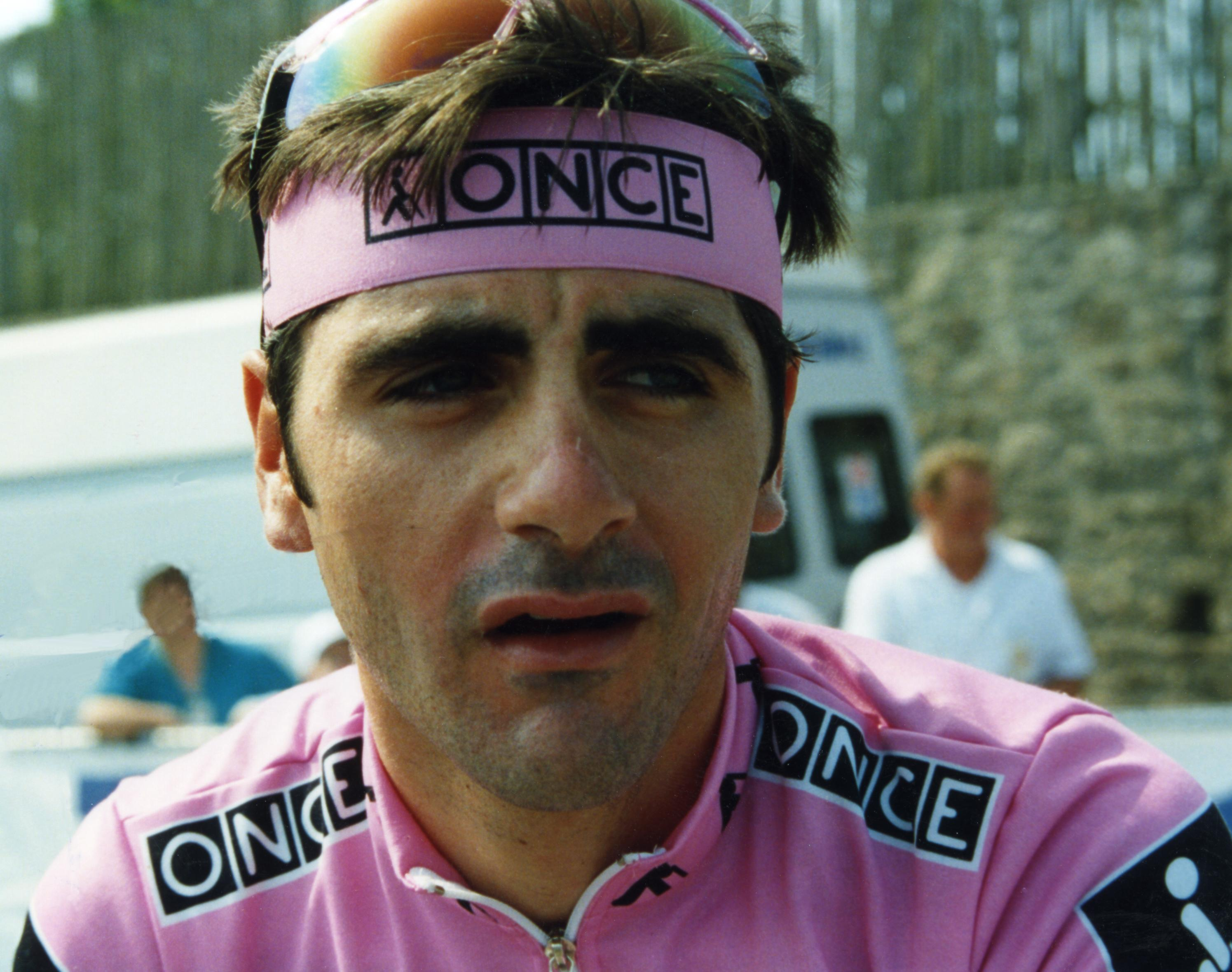
Laurent Jalabert.

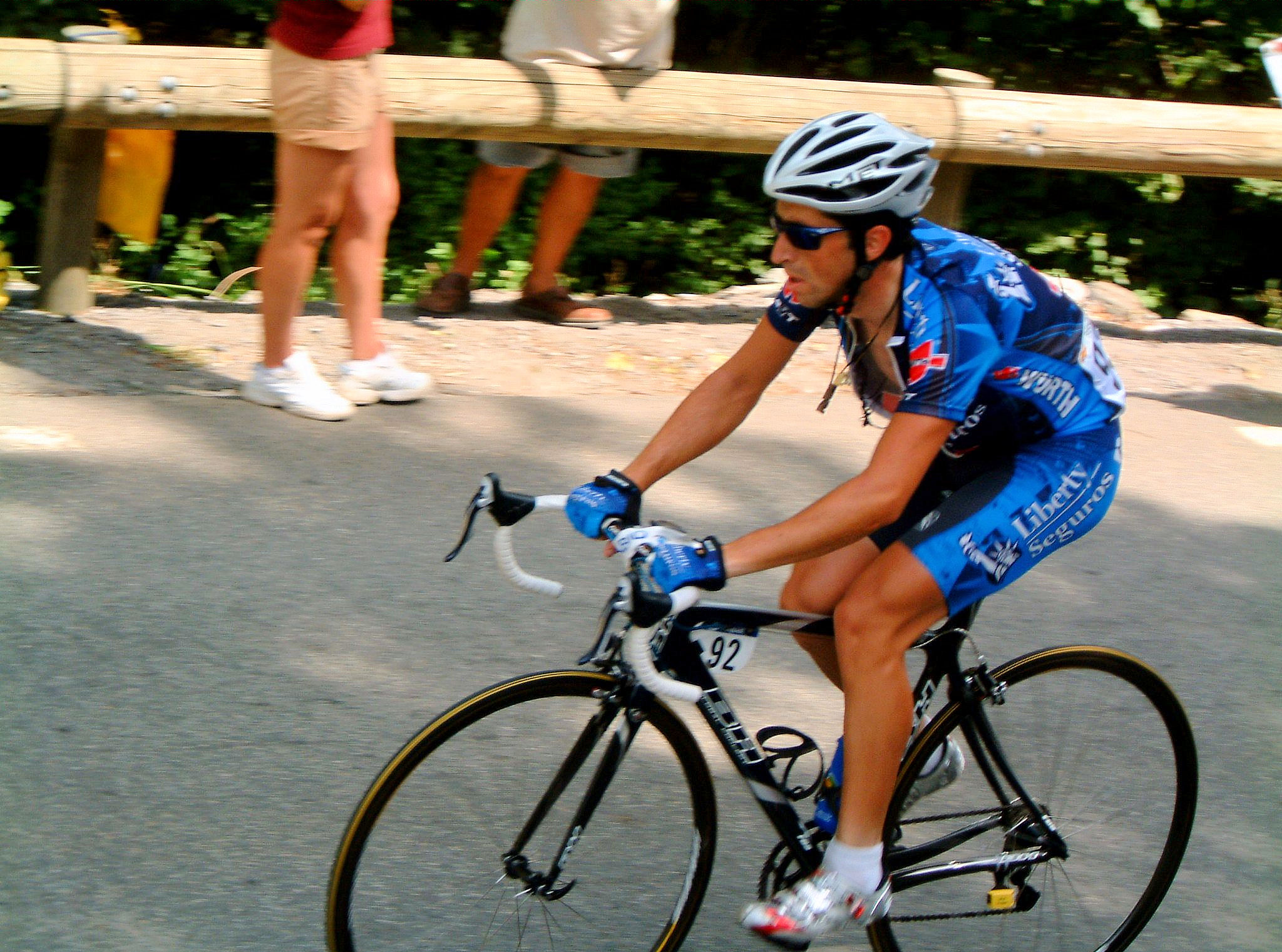
Joseba Beloki.

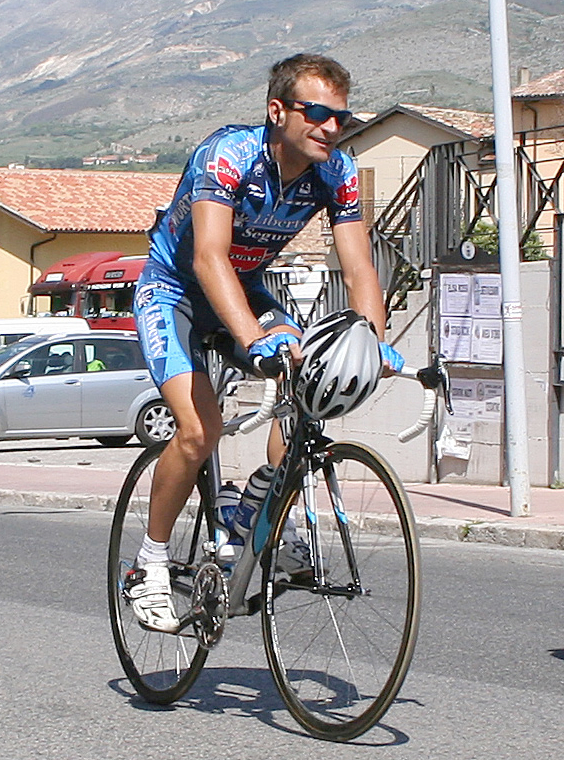
Michele Scarponi

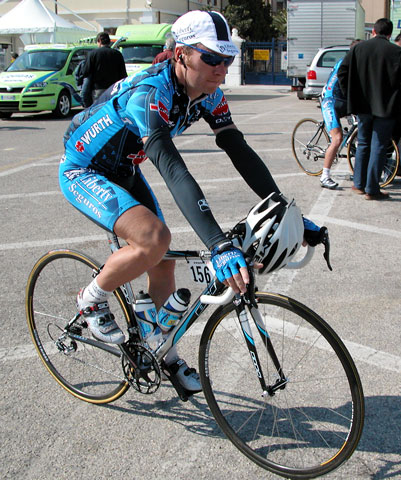
Sergio Paulinho

Algunos de los corredores destacados de este equipo fueron:
| Nombre                         | Nacionalidad | Años                 |
| ------------------------------ | ------------ | -------------------- |
| Pedro Muñoz Machín             | España       | 1989–1990            |
| Peio Ruiz Cabestany            | España       | 1989–1990            |
| Eduardo Chozas                 | España       | 1989–1991            |
| Johnny Weltz                   | Dinamarca    | 1989–1993            |
| Herminio Díaz Zabala           | España       | 1989–1998            |
| Anselmo Fuerte                 | España       | 1990–1992            |
| Marino Lejarreta               | España       | 1990–1992            |
| Melchor Mauri                  | España       | 1990–1992, 1995–1998 |
| Joan Llaneras                  | España       | 1991–1995            |
| Alex Zülle                     | Suiza        | 1991–1997            |
| Johan Bruyneel                 | Bélgica      | 1992–1995, 1998      |
| Neil Stephens                  | Australia    | 1992–1996            |
| Laurent Jalabert               | Francia      | 1992–2000            |
| Laurent Dufaux                 | Suiza        | 1993–1994            |
| Erik Breukink                  | Países Bajos | 1993–1995            |
| Alberto Leanizbarrutia         | España       | 1993–1998            |
| Oliverio Rincón                | Colombia     | 1994–1996            |
| Mariano Rojas                  | España       | 1994–1996            |
| Marcelino García Alonso        | España       | 1994–2000            |
| Roberto Sierra                 | Colombia     | 1994–2000            |
| David Etxebarria               | España       | 1994–2000, 2005–2006 |
| Patrick Jonker                 | Australia    | 1995–1996            |
| Luis Pérez Rodríguez           | España       | 1995–1998            |
| David Cañada                   | España       | 1996–2000            |
| Íñigo Cuesta                   | España       | 1996–2000            |
| Mikel Zarrabeitia              | España       | 1996–2003            |
| Carlos Sastre                  | España       | 1997–2001            |
| Miguel Ángel Martín Perdiguero | España       | 1999                 |
| Andrea Peron                   | Italia       | 1999                 |
| Peter Luttenberger             | Austria      | 1999-2000            |
| José Ivan Gutierrez            | España       | 1999–2001            |
| Santos González                | España       | 1999–2001            |
| Abraham Olano                  | España       | 1999–2002            |
| Marcos Serrano                 | España       | 1999–2006            |
| Isidro Nozal                   | España       | 1999–2006            |
| Xavier Florencio               | España       | 2000–2003            |
| Joaquim Rodríguez              | España       | 2000–2003            |
| Iván Parra                     | Colombia     | 2001–2002            |
| David Arroyo                   | España       | 2001–2003            |
| José Azevedo                   | Portugal     | 2001–2003            |
| Mikel Pradera                  | España       | 2001–2003            |
| Jörg Jaksche                   | Alemania     | 2001–2003, 2005–2006 |
| Joseba Beloki                  | España       | 2001–2003, 2005–2006 |
| Igor González de Galdeano      | España       | 2001–2005            |
| Giampaolo Caruso               | Italia       | 2002–2006            |
| Alberto Contador               | España       | 2002–2006            |
| Koldo Gil                      | España       | 2003–2005            |
| Allan Davis                    | Australia    | 2003–2006            |
| Luis León Sánchez              | España       | 2003–2006            |
| Ángel Vicioso                  | España       | 2003–2006            |
| Roberto Heras                  | España       | 2004–2005            |
| Dariusz Baranowski             | Polonia      | 2004–2006            |
| Carlos Barredo                 | España       | 2004–2006            |
| Sergio Paulinho                | Portugal     | 2005-2006            |
| José Joaquin Rojas             | España       | 2005–2006            |
| Michele Scarponi               | Italia       | 2005–2006            |
| Andrey Kashechkin              | Kazajistán   | 2006                 |
| Unai Osa                       | España       | 2006                 |
| Alexandre Vinokourov           | Kazajistán   | 2006                 |